# Isthme de l'Anapka
| \| Localisation sur la carte du kraï du Kamtchatka : l'isthme de l'Anapka \| Localisation sur la carte du kraï du Kamtchatka : l'isthme de l'Anapka |
| Localisation sur la carte du kraï du Kamtchatka : l'isthme de l'Anapka                                                                              |

L'isthme de l'Anapka (ou isthme du Kamtchatka) est la partie la plus étroite de la péninsule du Kamtchatka, dans l'Extrême-Orient russe. Il doit son nom au petit fleuve qui le traverse, l'Anapka (ru). Administrativement, elle est située dans le raïon Karaguinski et au nord du raïon de Tiguil, deux subdivisions du kraï du Kamtchatka.
Au niveau de l'isthme, la largeur de la péninsule est de 82 km (contre 430 km à l'endroit où la péninsule est la plus large).
Historiquement, la région de l'isthme était le territoire des Alioutors et des Koriaks.